# Dick Verkijk
Dick Verkijk (Den Haag, 4 juli 1929 – Santpoort-Noord, 26 maart 2025) was een Nederlands journalist en publicist.

## Loopbaan
Hij was zoon van Antonetta Johanna Sophia Vuijk en handelsreiziger Dirk Verkijk, roepnaam Dick. Verkijk groeide op in Haarlem alwaar hij de vijfjarige Hogereburgerschool doorliep. Hij startte nog een studie politieke wetenschappen, maar werd gegrepen door de journalistiek. Het betekende een vroegtijdig eind aan de studie.
Verkijk gold als een eigenzinnig journalist, die zich heeft onderscheiden met publicaties over de dictaturen in het Oostblok. Aantijgingen dat hij daarbij de grens met politiek activisme heeft overschreden heeft hij steeds weersproken. 

### Puberverzet tegen Duitse bezetter
Verkijks weerstand en verzet tegen autocratische regimes ontstond al op 15-jarige leeftijd, toen de Duitse bezetter als represaille wegens een verzetsactie in Haarlem 1300 mannen oppakte en te werk stelde in Duitsland. Daarbij ontzegden de Duitsers zijn zieke en te oude vader genade. Hoewel zijn vader na een maand "Arbeitsunfähig" terugkeerde, bleek hij als gevolg van zijn ontberingen lichamelijk en geestelijk zwaar getraumatiseerd.
De jonge Verkijk bleef samen met zijn vriend Dik van den Haak het illegale blaadje De Oprechte Haarlemmer schrijven, uitgeven en verspreiden. De Tweede Wereldoorlog werd de inspiratie voor zijn journalistenbestaan.

### Journalist en auteur
In 1965 had Verkijk voor de VARA-actualiteitenrubriek Achter het Nieuws een documentaire gemaakt over de ondergang van het Nederlandse koopvaardijschip Van Imhoff in 1942, die door toedoen van VARA's televisiecommissaris J.W. Rengelink echter niet werd uitgezonden. In 2017 besloot BNNVARA alsnog Verkijks beeldmateriaal uit te zenden, verwerkt in een drieluik waarin de journalist zelf ook aan het woord kwam.
Ook een reportage van Verkijk over nazi-tendenzen in de toenmalige DDR werd door de VARA niet uitgezonden, maar vervolgens op het scherm gebracht door de VPRO.
In 1974 schreef hij het boek Radio Hilversum, 1940-1945: De omroep in de oorlog, dat nog steeds geldt als het standaardwerk over de weinig dappere rol van de meeste Nederlandse omroepen in de Tweede Wereldoorlog. Dit boekwerk werd nog besproken bij zijn laatste optreden op televisie, maart 2025. Pointer zond toen een documentaire uit over het gedrag van de Katholieke Radio Omroep (KRO) voorafgaand en tijdens de bezetting. Marijn Frank ging toen nog bij hem op bezoek.
Hij was als journalist aanwezig in Tsjecho-Slowakije tijdens de Praagse Lente in 1968. In 1970 werd hij korte tijd in hechtenis genomen in Ruzyně en vervolgens uitgezet op beschuldiging van spionage.
Vanaf 1984 woonde Verkijk in Joegoslavië; hij deed later verslag van de daar in 1990 uitgebroken burgeroorlog voor de NOS-radio en -televisie.
Op 9 november 1989 was Verkijk bij de roemruchte persconferentie in Oost-Berlijn, waarbij de secretaris van het centraal comité van de SED, Günter Schabowski, ten onrechte verklaarde dat de regels voor het reizen naar de Bondsrepubliek en West-Berlijn per direct versoepeld zouden worden.
Zijn journalistieke memoires publiceerde hij in Van pantservuist tot pantservest: Zestig jaar (on)journalistieke ervaringen (1997). In 1998 schreef hij samen met Oost-Europadeskundige Martin van den Heuvel Schuld en boete, Bijdrage van twee anti's aan het communismedebat. Ook mengde hij zich in de discussie over "goed en fout in de Tweede Wereldoorlog". In "Die slappe Nederlanders, of viel het toch wel mee in 1940-1945?" (2001) stelt hij dat de meerderheid van de Nederlanders zich in de oorlog naar vermogen anti-Duits heeft gedragen.
In januari 2006 bracht Verkijk het boek Harry Mulisch 'Fel Anti-Nazi' vanaf wanneer? uit. Hij beweerde hierin dat schrijver Harry Mulisch in 1941 lid was geweest van de Nationale Jeugdstorm, een afgeleide van de Hitlerjugend, op grond van twee getuigenverklaringen en een tip van oud-Jeugdstormers. Mulisch ontkende de beschuldiging met onder meer de woorden: "Als het waar was, had ik er wel een prachtige roman over geschreven".

### Persoonlijk leven en overlijden
Journalist Paul Onkenhout is zijn neef.
Verkijk overleed op 26 maart 2025 op 95-jarige leeftijd. Hij schreef zelf nog de tekst voor op zijn grafsteen: "Iets weggooien heb ik nooit kunnen leren. Daarom ben ik voor begraven en tegen cremeren."

## Publicaties
- "Bertje was zo'n lief jongetje". De tragische ondergang van de familie Sanders. Soesterberg, Aspekt, 2007 (2e druk: 2015). ISBN 978-90-5911-570-5
- Harry Mulisch 'fel anti-nazi' vanaf wanneer? Soesterberg, Aspekt, 2006. ISBN 90-5911-263-6
- De Sinterklaasrazzia van 1944. Soesterberg, Aspekt, 2004. ISBN 90-5911-279-2
- Die slappe Nederlanders, of viel het toch wel mee in 1940-1945? Soesterberg, Aspekt, 2001. ISBN 90-5911-030-7
- Schuld en boete. Bijdrage van twee anti's aan het communismedebat, samen met Martin van den Heuvel. Nieuwegein, Aspekt, 1998. ISBN 90-75323-44-1
- Van pantservuist tot pantservest. Zestig jaar (on)journalistieke ervaringen. Nieuwegein, Aspekt, 1997. ISBN 90-75323-20-4 
(Tsjechische vertaling: 2002, ISBN 80-7239112-7)
- Praag. (Stedenwijzer) (als vertaler). Haarlem, Gottmer, 1986. [4e druk 1992: ISBN 90-257-1926-0]
- Radio Hilversum, 1940-1945. De omroep in de oorlog. Amsterdam, De Arbeiderspers, 1974. ISBN 90-295-5140-2
- Operatie Barbarossa. De Duitse inval in Rusland - 1941 (Bewerking naar de televisie-documentaire). Amsterdam, Moussault, 1966. Geen ISBN